# Giro de Italia 1999
El  82º Giro de Italia se disputó entre el 15 de mayo y el 6 de junio de 1999 con un recorrido de 3757 km dividido en 22 etapas con inicio en Agrigento y final en Milán.
Participaron 160 ciclistas repartidos en 18 equipos de 9 corredores cada uno de los que solo lograron finalizar la prueba 116 ciclistas.
El vencedor absoluto fue el italiano Ivan Gotti que cubrió la prueba en 99h 55’ 56’’ a una velocidad media de 37,595 km/h.
En la penúltima etapa, en Madonna di Campiglio, Marco Pantani fue descalificado cuando iba líder de la prueba y tras haber conquistado 4 etapas, por dar positivo en un control antidopaje. Su tasa de hematocrito fue de 50'2 cuando lo permitido es hasta 50. Diecisiete años después, el 14 de marzo de 2016, un tribunal italiano anuló la descalificación de Pantani porque se descubrió que la mafia había sobornado a los servicios médicos para obtener beneficios económicos en las apuestas deportivas. Sin embargo, no le fue devuelto el triunfo final porque no completó las dos últimas etapas de la carrera.

## Etapas
| Etapa | Fecha      | Recorrido                              | km       | Ganador de la etapa | Líder de la clasificación general |
| 1.ª   | 15 de mayo | Agrigento - Modica                     | 175      | Ivan Quaranta       | Ivan Quaranta                     |
| 2.ª   | 16 de mayo | Noto - Catania                         | 133      | Mario Cipollini     | Mario Cipollini                   |
| 3.ª   | 17 de mayo | Catania - Mesina                       | 176      | Jeroen Blijlevens   | Jeroen Blijlevens                 |
| 4.ª   | 18 de mayo | Vibo Valentia - Terme Luigiane         | 186      | Laurent Jalabert    | Jeroen Blijlevens                 |
| 5.ª   | 19 de mayo | Terme Luigiane - Monte Sirino          | 147      | Chepe González      | Laurent Jalabert                  |
| 6.ª   | 20 de mayo | Lauria - Foggia                        | 257      | Romāns Vainšteins   | Laurent Jalabert                  |
| 7.ª   | 21 de mayo | Foggia - Lanciano                      | 153      | Jeroen Blijlevens   | Laurent Jalabert                  |
| 8.ª   | 22 de mayo | Pescara - Gran Sasso                   | 253      | Marco Pantani       | Marco Pantani                     |
| 9.ª   | 23 de mayo | Ancona - Ancona                        | 32 (CRI) | Laurent Jalabert    | Laurent Jalabert                  |
| 10.ª  | 24 de mayo | Ancona - Sansepolcro                   | 189      | Mario Cipollini     | Laurent Jalabert                  |
| 11.ª  | 25 de mayo | Sansepolcro - Cesenatico               | 125      | Ivan Quaranta       | Laurent Jalabert                  |
| 12.ª  | 26 de mayo | Cesenatico - Sassuolo                  | 168      | Mario Cipollini     | Laurent Jalabert                  |
| 13.ª  | 27 de mayo | Sassuolo - Rapallo                     | 243      | Richard Virenque    | Laurent Jalabert                  |
| 14.ª  | 29 de mayo | Bra - Borgo San Dalmazzo               | 187      | Paolo Savoldelli    | Marco Pantani                     |
| 15.ª  | 30 de mayo | Racconigi - Oropa                      | 143      | Marco Pantani       | Marco Pantani                     |
| 16.ª  | 31 de mayo | Biella - Lumezzane                     | 232      | Laurent Jalabert    | Marco Pantani                     |
| 17.ª  | 1 de junio | Lumezzane - Castelfranco Véneto        | 212      | Mario Cipollini     | Marco Pantani                     |
| 18.ª  | 2 de junio | Treviso - Treviso                      | 45 (CRI) | Serhiy Honchar      | Marco Pantani                     |
| 19.ª  | 3 de junio | Castelfranco Véneto - Alpe di Pampeago | 166      | Marco Pantani       | Marco Pantani                     |
| 20.ª  | 4 de junio | Predazzo - Madonna di Campiglio        | 175      | Marco Pantani       | Marco Pantani                     |
| 21.ª  | 5 de junio | Madonna di Campiglio - Aprica          | 190      | Roberto Heras       | Ivan Gotti                        |
| 22ª   | 6 de junio | Boario Terme - Milán                   | 170      | Fabrizio Guidi      | Ivan Gotti                        |

## Clasificaciones
| Clasificación general |             |
| --- | ----------- |
| \| 1. Ivan Gotti \| 99h 55' 56" \| \| 2. Paolo Savoldelli \| a 3' 35" \| \| 3. Gilberto Simoni \| a 3' 36" \| \| 4. Laurent Jalabert \| a 5' 16" \| \| 5. Roberto Heras \| a 7' 47" \| \| 6. Niklas Axelsson \| a 9' 38" \| \| 7. Serhiy Honchar \| a 12' 07" \| \| 8. Daniele De Paoli \| a 14' 20" \| \| 9. Daniel Clavero \| a 15' 53" \| \| 10. Roberto Sgambelluri \| a 17' 31" \| |             |
| 1. Ivan Gotti | 99h 55' 56" |
| 2. Paolo Savoldelli | a 3' 35"    |
| 3. Gilberto Simoni | a 3' 36"    |
| 4. Laurent Jalabert | a 5' 16"    |
| 5. Roberto Heras | a 7' 47"    |
| 6. Niklas Axelsson | a 9' 38"    |
| 7. Serhiy Honchar | a 12' 07"   |
| 8. Daniele De Paoli | a 14' 20"   |
| 9. Daniel Clavero | a 15' 53"   |
| 10. Roberto Sgambelluri | a 17' 31"   |

## Equipos y ciclistas participantes
| Mercatone Uno | Amica Chips-Tacconi Sport | Ballan-Alessio |
| - 01. Marco Pantani - 02. Enrico Zaina - 03. Stefano Garzelli - 04. Riccardo Forconi - 05. Massimo Podenzana - 06. Ermanno Brignoli - 07. Fabiano Fontanelli - 08. Marco Velo - 09. Simone Borgheresi        | - 11. Evgueni Berzin - 12. Daniele De Paoli - 13. Viatcheslav Ekimov - 14. Felice Puttini - 15. Amilcare Tronca - 16. Pietro Caucchioli - 17. Armand De Las Cuevas - 18. Marco Gili - 19. Emiliano Murtas            | - 21. Fabio Baldato - 22. Filippo Baldo - 23. Andrea Ferrigato - 24. Alexandre Gontchenkov - 25. Nicola Loda ∗) - 26. Alberto Ongarato - 27. Gilberto Simoni - 28. Matteo Tosatto - 29. Piotr Ugrumov                            |
| Banesto | Cantina Tollo | Kelme |
| - 31. José Luis Arrieta - 32. Marzio Bruseghin - 33. José María Jiménez - 34. Alex Zülle - 35. David Navas - 36. Aitor Osa - 37. Leonardo Piepoli - 38. Miguel Ángel Peña - 39. Orlando Rodrigues            | - 41. Nicola Minali - 42. Andrea Brognara - 43. Marco Di Renzo - 44. Roberto Sgambelluri - 45. Massimiliano Gentili - 46. Cristian Gasperoni - 47. Marco Magnani - 48. Danilo Di Luca - 49. Bo Hamburger             | - 51. José Luis Rubiera - 52. Roberto Heras - 53. Ángel Edo - 54. Chepe González - 55. Francisco Cabello Luque - 56. Óscar Sevilla - 57. Eduardo Hernández - 58. Javier Otxoa ∗) - 59. José Manuel Uría                          |
| Lampre | Liquigas-Pata | Mapei |
| - 61. Oskar Camenzind - 62. Simone Bertoletti - 63. Massimo Codol - 64. Marco Della Vedova - 65. Matteo Frutti - 66. Gabriele Missaglia - 67. Pavel Padrnos - 68. Mariano Piccoli - 69. Ján Svorada          | - 71. Nicola Miceli - 72. Andrei Teteriouk - 73. Cristiano Frattini - 74. Endrio Leoni - 75. Biagio Conte - 76. Oscar Mason - 77. Rodolfo Ongarato - 78. Fausto Dotti - 79. Ruslan Ivanov                            | - 81. Paolo Bettini - 82. Giuseppe Di Grande - 83. Giuliano Figueras - 84. Paolo Fornaciari - 85. Dirk Müller - 86. Chann McRae - 87. Andrea Noé - 88. Andrea Tafi - 89. Max van Heeswijk                                        |
| Mobilvetta Design | Navigare | ONCE |
| - 91. Pascal Richard - 92. Alessandro Spezialetti - 93. Gorazd Stangelj - 94. Paolo Valoti - 95. Ivan Quaranta - 96. Massimo Strazzer - 97. Stefano Faustini - 98. Mirko Gualdi - 99. Guido Trombetta        | - 101. Niklas Axelsson - 102. Gabriele Balducci - 103. Dario Pieri - 104. Vladimir Duma - 105. Luca Cei - 106. Alessandro Petacchi - 107. Gerrit Glomser - 108. Stefano Panetta - 109. Luca Belluomini               | - 111. Laurent Jalabert - 112. Íñigo Cuesta - 113. Santos González Capilla - 114. David Cañada - 115. Peter Luttenberger - 116. Miguel Ángel Martín Perdiguero - 117. Andrea Peron - 118. Carlos Sastre - 119. Mikel Zarrabeitia |
| Riso Scotti | Saeco | Polti |
| - 121. Carlo Marino Bianchi - 122. Diego Ferrari - 123. Ivan Basso - 124. Samuele Schiavina - 125. Alexandr Shefer - 126. Oscar Pozzi - 127. Filippo Simeoni - 128. Alain Turicchia - 129. Giuseppe Palumbo  | - 131. Mario Cipollini - 132. Paolo Savoldelli - 133. Giuseppe Calcaterra - 134. Gian-Matteo Fagnini - 135. Dario Frigo - 136. Alessio Galletti - 137. Roberto Petito - 138. Mario Scirea - 139. Francesco Secchiari | - 141. Enrico Cassani - 142. Mirko Celestino - 143. Ivan Gotti - 144. Fabrizio Guidi - 145. Stéphane Goubert - 146. Oscar Pellicioli - 147. Davide Rebellin - 148. Richard Virenque - 149. Denis Zanette                         |
| TVM-Farm Frites | Vini Caldirola | Vitalicio Seguros |
| - 151. Jeroen Blijlevens - 152. Davide Casarotto - 153. Hendrik Van Dyck - 154. Serguéi Ivanov - 155. Andreas Klier - 156. Michel Lafis - 157. Martin Van Steen - 158. Pieter Vries - 159. Miquel Van Kessel | - 161. Massimo Apollonio - 162. Andrej Hauptman - 163. Filippo Casagrande - 164. Massimo Donati - 165. Serhiy Honchar - 166. Gianluca Sironi - 167. Mauro Radaelli - 168. Romāns Vainšteins - 169. Mauro Zanetti     | - 171. Daniel Clavero - 172. Santiago Blanco - 173. Hernán Buenahora - 174. Andrei Zintchenko - 175. Sergéi Smetanin - 176. Prudencio Induráin - 177. Francisco Cerezo - 178. Víctor Hugo Peña - 179. Ginés Salmerón             |

∗ Los ciclistas Nicola Loda y Javier Otxoa no llegaron a iniciar el Giro por tener una tasa de heatocrito superior al 50%.